# Cordula David
Cordula David (geboren am 13. Februar 1966 in Berlin) ist eine ehemalige deutsche Handballspielerin. Sie wurde 1993 mit der deutschen Nationalmannschaft Weltmeisterin.

## Vereinskarriere
Cordula David spielte beim TSC Berlin in der höchsten Spielklasse der Deutschen Demokratischen Republik, der Oberliga, und ab 1990 beim TuS Walle Bremen in der Bundesliga. Später war sie noch beim SC Germania List aktiv.
Mit dem Bremer Team gewann die 1,75 Meter große Spielerin die erste gesamtdeutsche Meisterschaft nach der Wiedervereinigung, die Spielzeit 1990/1991. Auch in der Spielzeit 1991/1992 wurde sie Deutsche Meisterin mit TuS Walle Bremen. In der Spielzeit 1992/1993 gewann sie auch den DHB-Pokal.
Mit 108 Toren, davon 43 Siebenmeter, war sie in der Oberliga-Spielzeit 1985/1986 zweitbeste Werferin.

## Nationalmannschaft
Cordula David bestritt 135, nach anderen Quellen 143 Länderspiele.
Für die DDR-Nationalmannschaft nahm sie an der Weltmeisterschaft 1986 in den Niederlanden teil und wurde mit dem Team Vierte, wobei sie in fünf Spielen vier Treffer zum Erfolg beisteuerte.
Mit der deutschen Nationalmannschaft wurde sie bei der Weltmeisterschaft 1993 Weltmeisterin, wobei sie in drei Spielen sechs Tore warf.

## Trainerin
Cordula David war nach ihrer Karriere als Spielerin auch als Trainerin tätig. Sie trainierte Teams beim SC Germania List (als Spielertrainerin) in der 1. Bundesliga, Hannover, MTV Großenheidorn in der Oberliga und SG Misburg in der Regionalliga.

## Privates
Cordula David begann in Berlin eine Ausbildung zur Zahntechnikerin, nach dem Wechsel nach Bremen begann sie eine Ausbildung als Groß- und Einzelhandelskauffrau, die sie allerdings abbrach. Sie führte dann die erste Ausbildung zur Zahntechnikerin fort und beendete sie.